# Duomo di Bonn
Il duomo dei Santi Cassio e Fiorenzo (in tedesco: Münster Sankt Cassius und Florentius), o duomo di Bonn (in tedesco: Bonner Münster), è la chiesa cattolica principale di Bonn, in Germania.
Costituisce il simbolo della città stessa, ed è uno dei capolavori dell'architettura romanica tedesca dell'area renana.
Dal 1956 la chiesa porta il titolo di basilica minore.

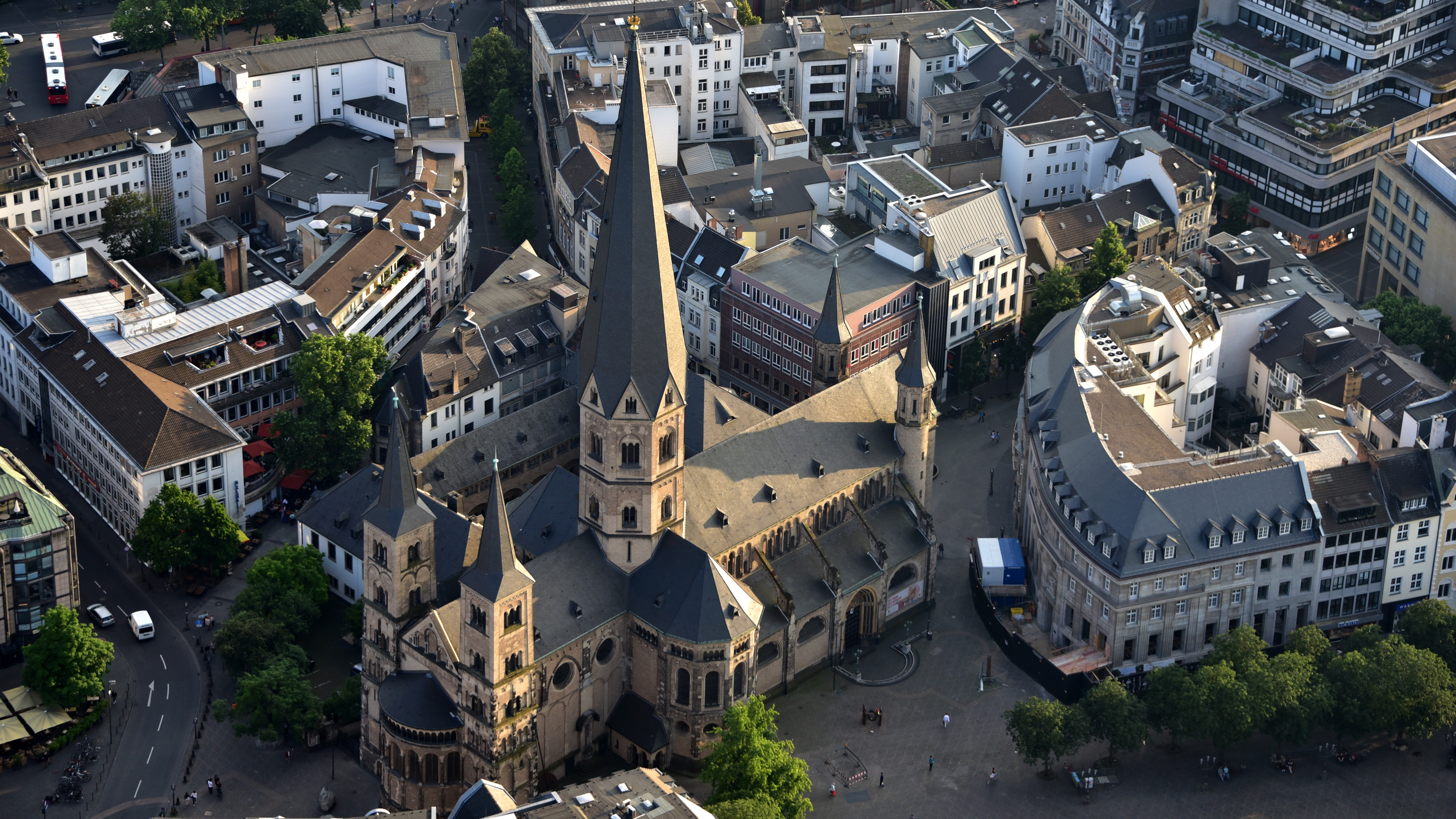
Veduta aerea.

## Storia e descrizione

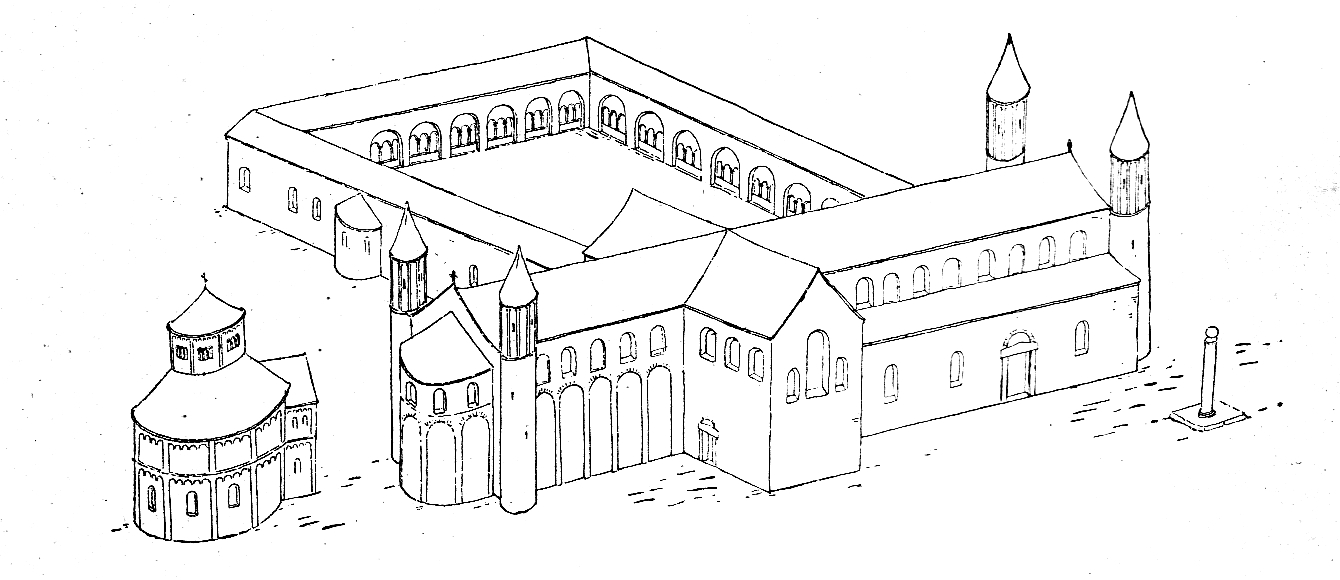
La prima chiesa romanica nel 1100.

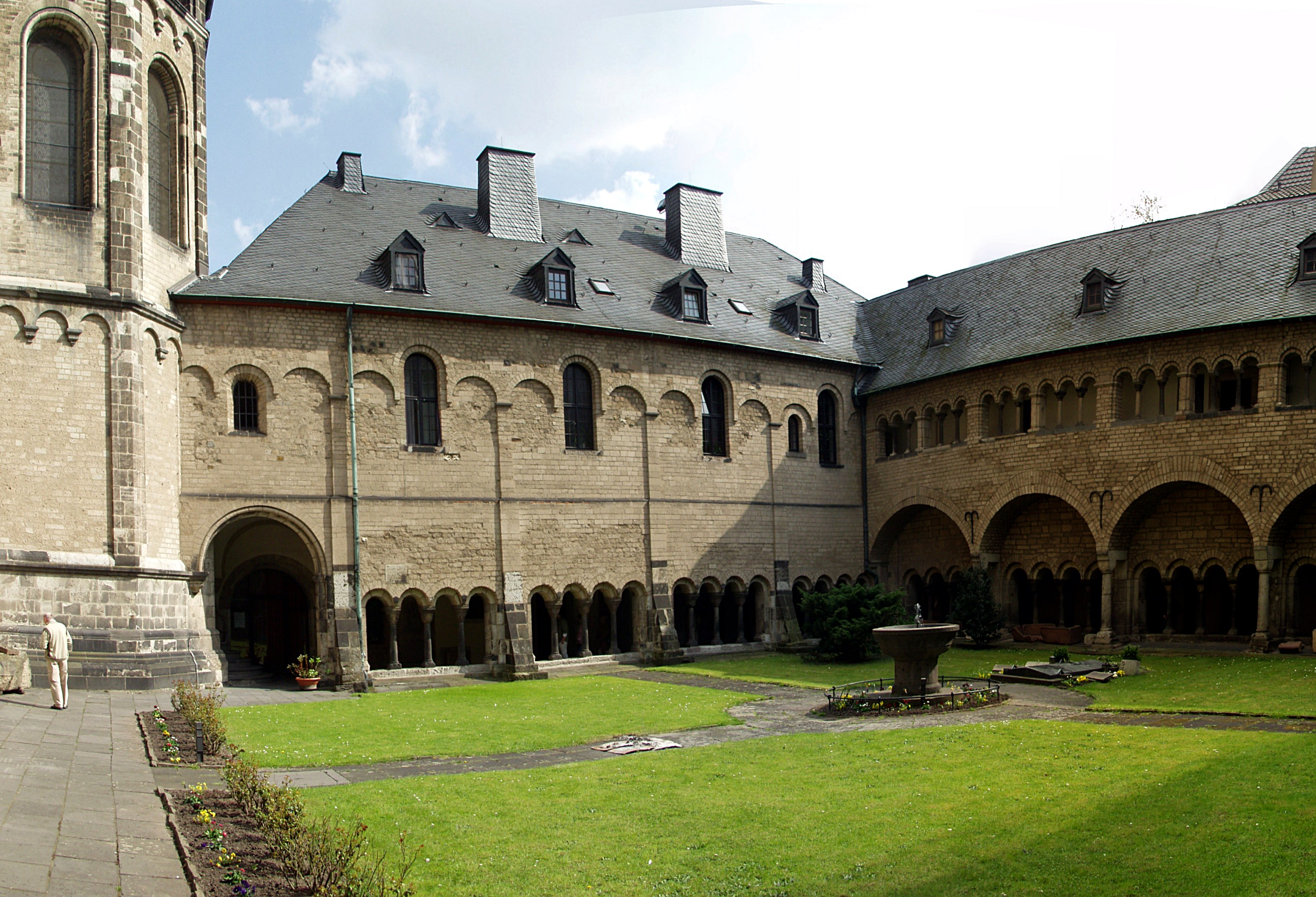
Il chiostro del XII secolo.

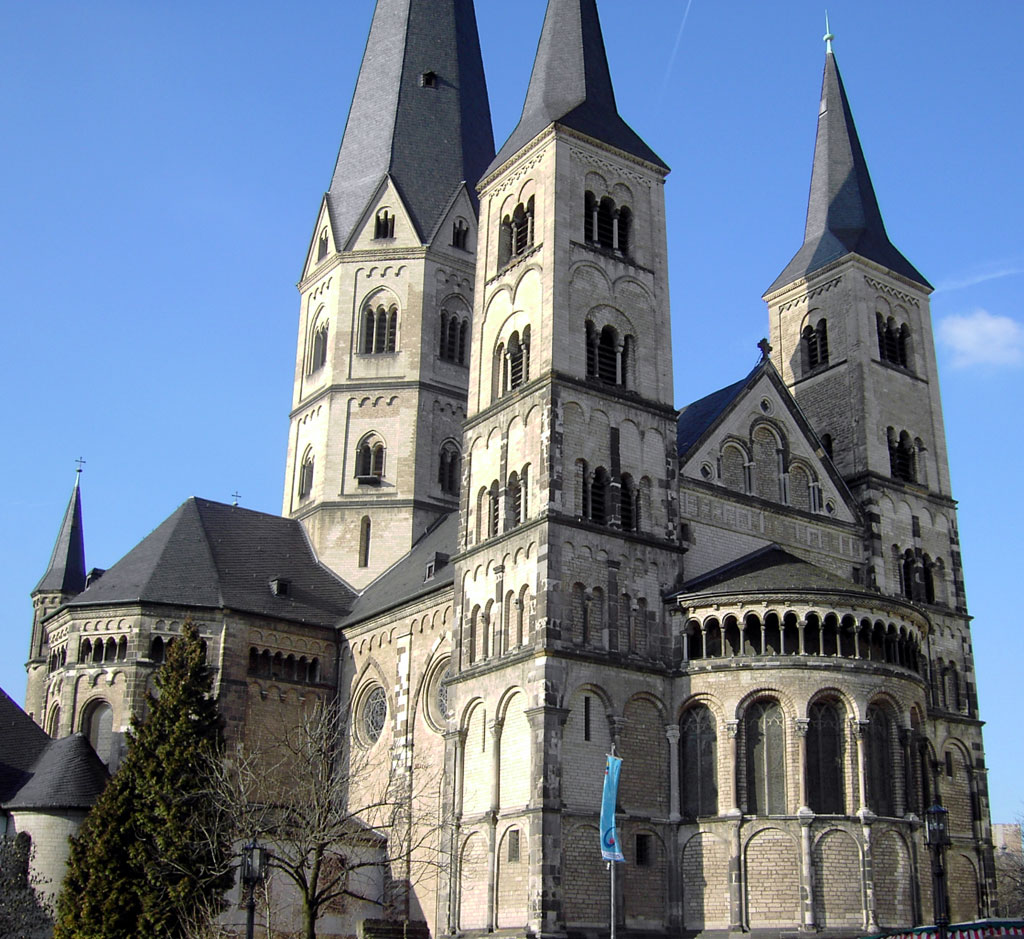
La parte orientale.

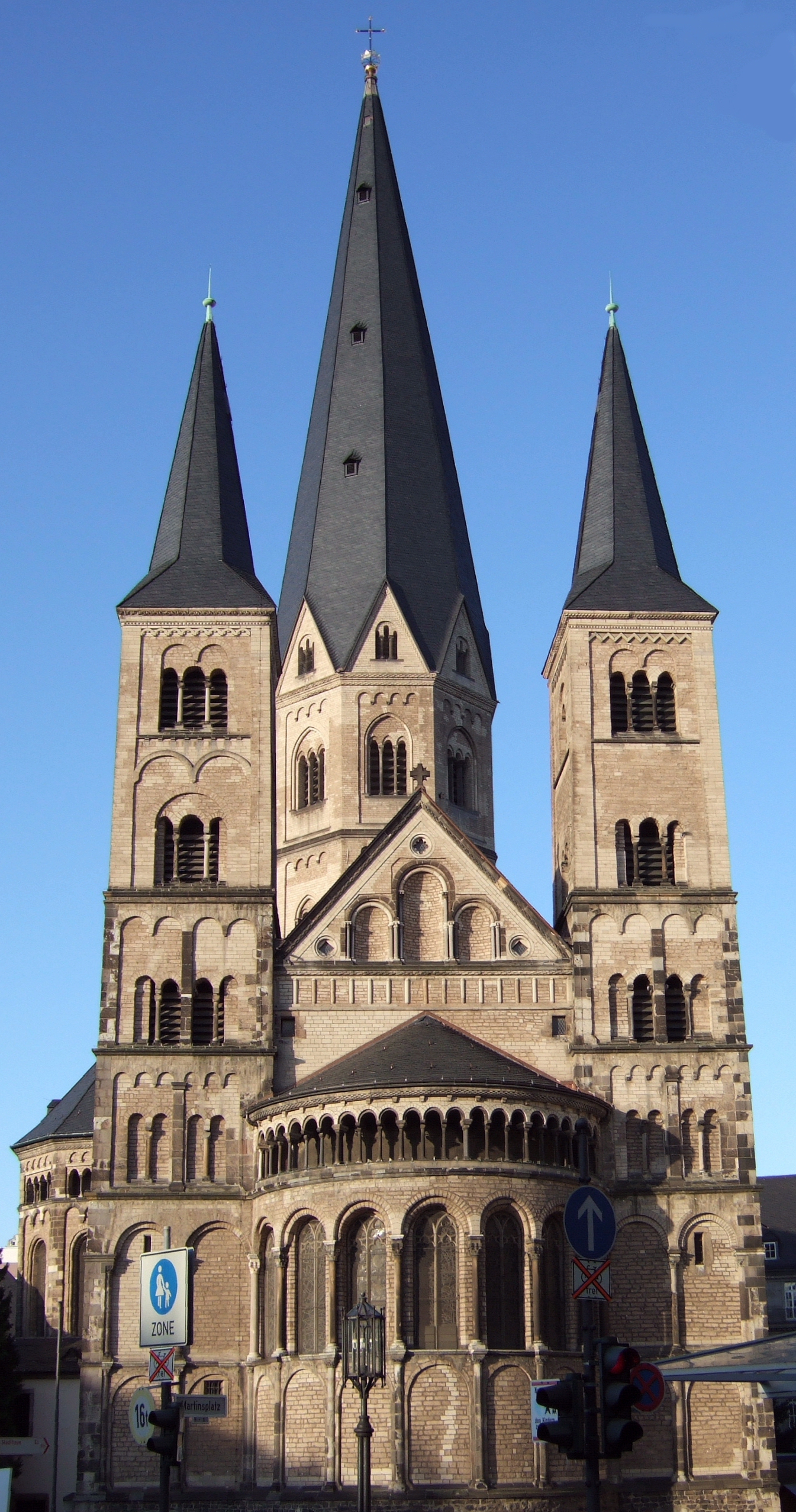
La parte absidale.

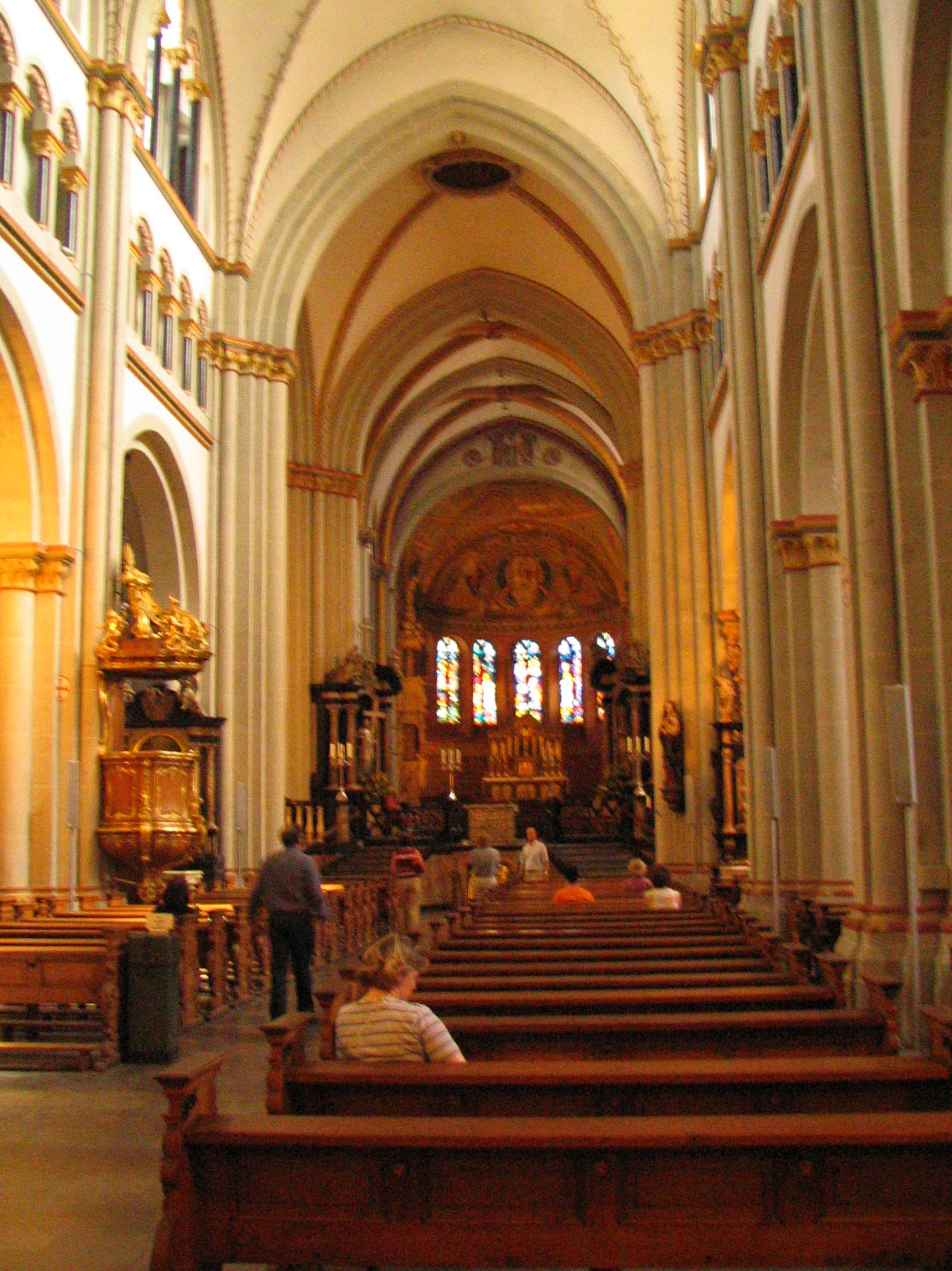

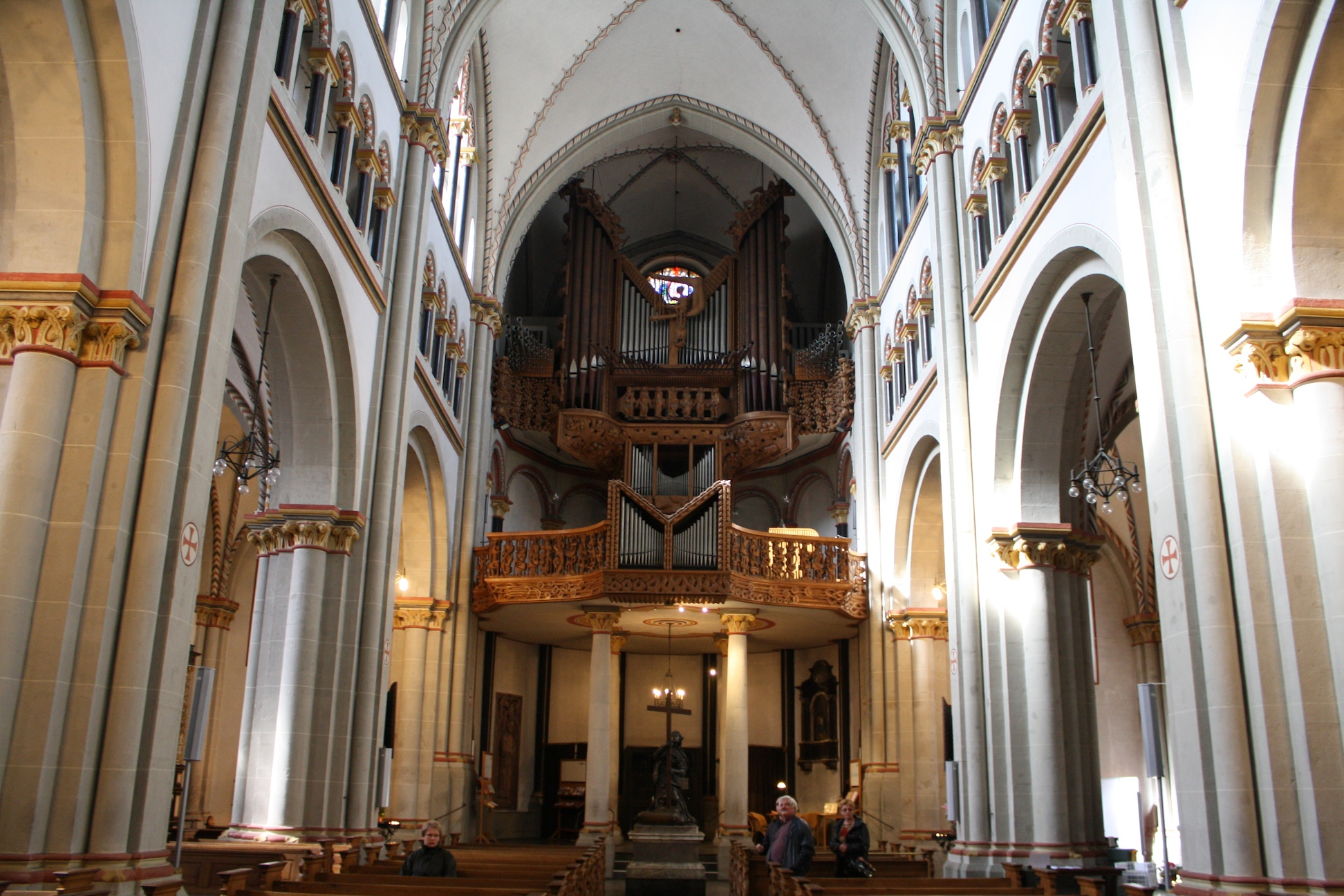
Veduta dell'interno.

### Origini
Scavi hanno rinvenuto in questo luogo antichi altari dedicati a Mercurio gebrinius e alle Matronae aufaniae risalenti al II secolo. Nel III secolo l'area era un cimitero romano e vi apparve una cella memoriae dedicata ai morti. Nel secolo successivo vi venne fondato un Martyrium dedicata alla legione tebana, secondo la leggenda ad opera di sant'Elena. Intorno alla metà del VI secolo in quest'area vi fu costruito un edificio lungo 13,70 metri e largo 8,80. Nel VII secolo vi si stabilirono dei monaci che trasformarono e ampliarono l'edificio esistente. Nel Medioevo il luogo era considerato come la sepoltura dei martiri Cassio e Fiorenzo e nel 787-88 vi venne fondato un piccolo monastero, che alla fine del secolo, fu dotata di una collegiata dedicata ai due santi.

### L'attuale edificio romanico

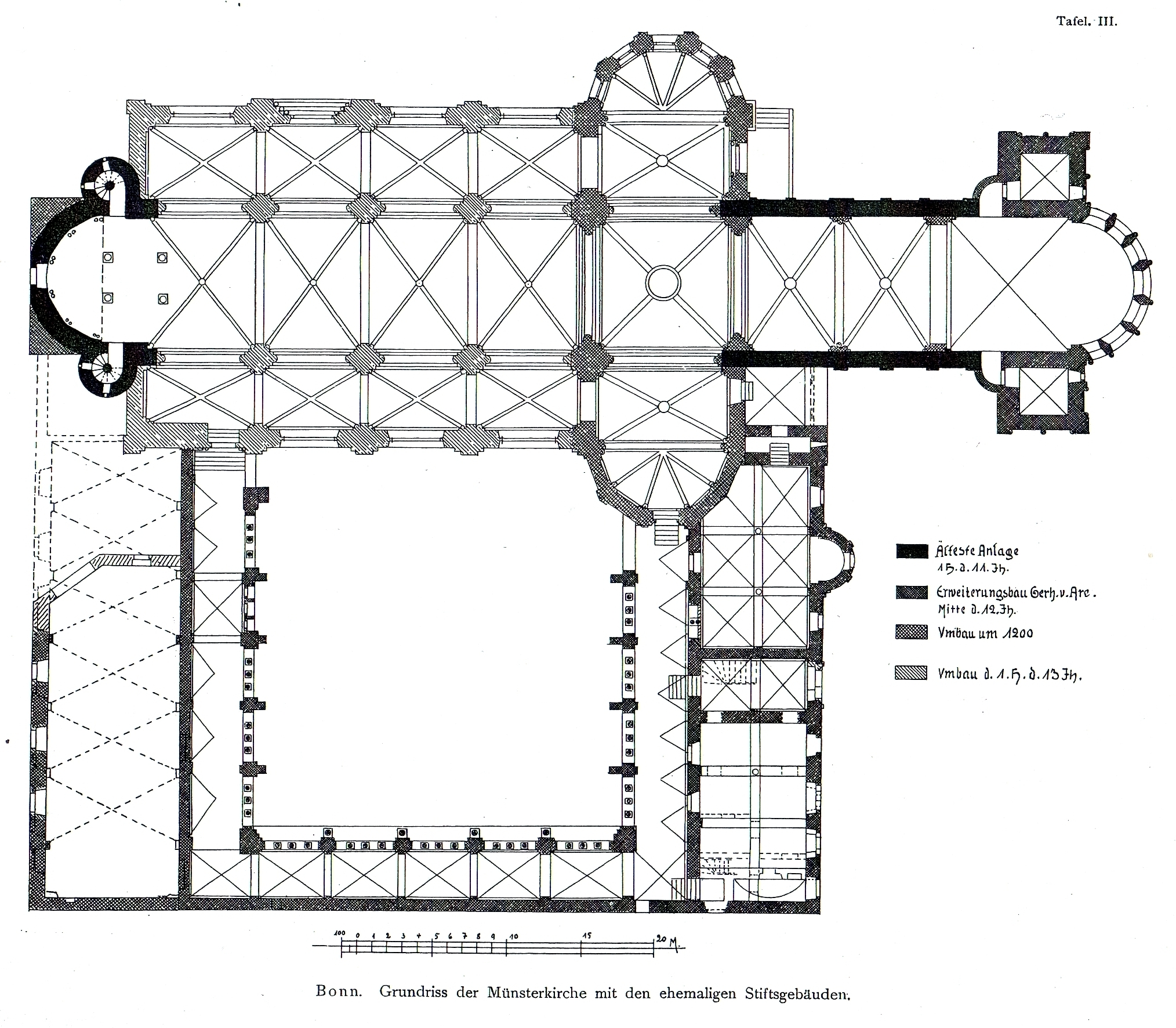
La pianta della chiesa.

Nel 1050 la vecchia collegiata venne demolita e vi fu innalzato un nuovo edificio in stile romanico, una delle prime grandi chiese della Renania, dalla tipica pianta a croce latina a tre navate, transetto e due cori opposti sopraelevati sulle rispettive cripte.
Entro il 1153 il prevosto Gerhard von Are fece eseguire diversi lavori di ampliamento. Eresse il chiostro nel lato sud e rifece il coro orientale, affiancato da due torri, con abside rotonda sporgente riccamente decorata. Nel 1166 vi spostò le reliquie dei santi patroni dalle cripte all'altar maggiore.
Verso la fine del XII secolo la parte del coro venne dotata di volte a vela e intorno al 1200 il transetto venne modificato con l'aggiunta delle absidi pentapartite e dell'alta torre ottagonale sulla crociera. Dopo l'incendio del 1239 si ristrutturò il piedicroce, modificando secondo lo stile renano, il coro occidentale e ampliando le navate laterali.

### Guerre e ricostruzioni
Durante la guerra di Colonia il duomo fu gravemente danneggiato nel 1583-89, i lavori di restauro portarono anche all'erezione dell'attuale guglia (alta 81,4 metri) della torre ottagonale della crociera. Tuttavia la chiesa venne nuovamente danneggiata durante l'Assedio di Bonn del 1689, nel corso della guerra della Grande Alleanza.
Dopo la secolarizzazione del convento nel 1802 e la demolizione della limitrofa chiesa di San Martino, nel 1812 la chiesa entrò a far parte della parrocchia di San Martino.
Danneggiata ancora nel 1934 e durante la seconda guerra mondiale, nella domenica di Pentecoste del 1956 la chiesa fu elevata al rango di basilica minore.